# Dove Creek
Dove Creek è un centro abitato (town) degli Stati Uniti d'America, capoluogo di contea della contea di Dolores dello Stato del Colorado. Nel censimento del 2000 la popolazione era di 698 abitanti.

## Geografia fisica
Secondo i rilevamenti dell'United States Census Bureau, Dove Creek si estende su una superficie di 1,4 km².